# Liste der Mitglieder der American Academy of Arts and Sciences/1869
Im Jahr 1869 wählte die American Academy of Arts and Sciences 9 Personen zu ihren Mitgliedern.

## Neugewählte Mitglieder
- James Munson Barnard (1819–1904)
- William Tufts Brigham (1841–1926)
- Algernon Coolidge (1830–1912)
- Alpheus Hyatt (1838–1902)
- Edward Sylvester Morse (1838–1925)
- Thomas William Parsons (1819–1892)
- Alfred Perkins Rockwell (1834–1903)
- Nathaniel Southgate Shaler (1841–1906)
- Henry Laurens Whiting (1821–1897)